# 開襟

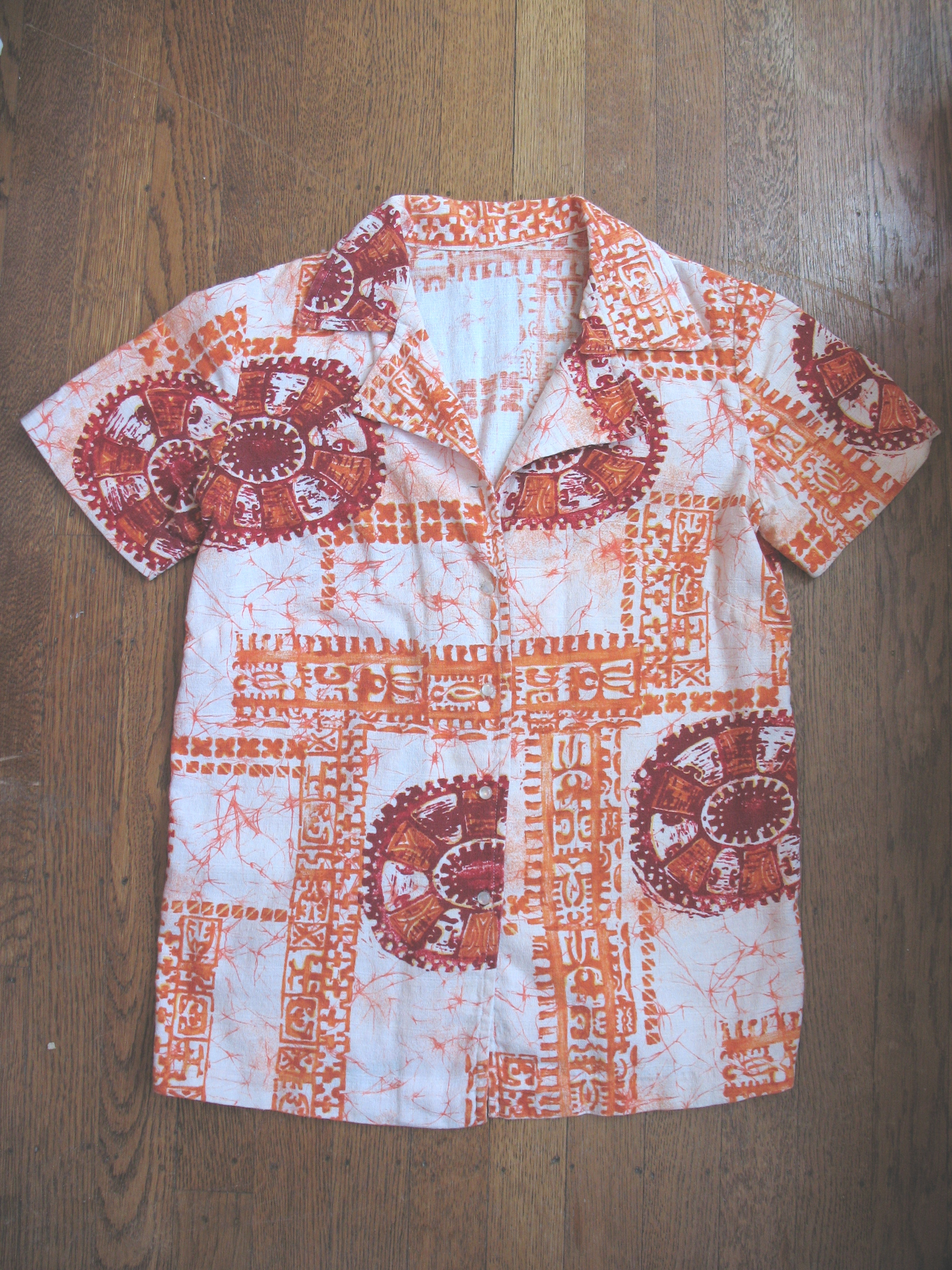
アロハシャツ

開襟（かいきん、英: open collar）とは、上着やシャツなどの襟を開くこと、また開いた状態での着用を前提としてデザインされた洋服の襟の形式を指す言葉である。

## 開襟シャツ
開襟での着用を前提に作られたシャツで、オープンシャツとも呼ばれる。
台襟を持たない平折襟で、前立てのない仕立てのものを指す。
シャツの裾は一般に短めで、ズボンから出しての着用を想定した直線的なカットになっている。
第一ボタンは省略されたり、ボタン穴の目立たないループ式とされることが多い。
首元までボタンを留めての着こなしも可能だが、台襟がないためネクタイの着用には向かない。
防暑服であるため、そのほとんどは半袖で、長袖のものは少ない。女性用のブラウスではノースリーブやちょうちん袖のものも散見される。
学校や職場の夏季制服、アロハシャツ、かりゆしウェアなどにみられるスタイルである。
日本における普及には衛生学者の戸田正三が貢献した。

## 開襟ジャケット
一般に背広と呼ばれるジャケット、スーツなどはすべて開襟の上着に分類されるが、特に開襟ジャケットと呼ぶ場合は一般に木綿や麻などの素材で作られた防暑服を指す。
ジャケットの下はシャツのみとする着こなしが多いが、ネクタイやループタイなどを佩用する場合もある。
半袖タイプのものも存在し、長年に渡り省エネルックを愛用した羽田孜元首相は、スタンドカラーのシャツとの組み合わせを好んだ。